# Richard Mastracchio
Richard Alan « Rick » Mastracchio est un astronaute américain né le 11 février 1960.

## Biographie
Richard ("Rick") Mastraccio est né le 11 février 1960 à Waterbury dans le Connecticut. Il obtient son Bachelor en ingénierie électrique et calcul en 1982 à l'université du Connecticut puis un master en ingénierie électrique de l'Institut polytechnique Rensselaer en 1987. Il termine en 1991 un deuxième master en physique à l'université de Houston–Clear Lake. Il intègre le corps des astronautes de la NASA en 1996, et est marié à Candi Mastracchio.

## Vols réalisés

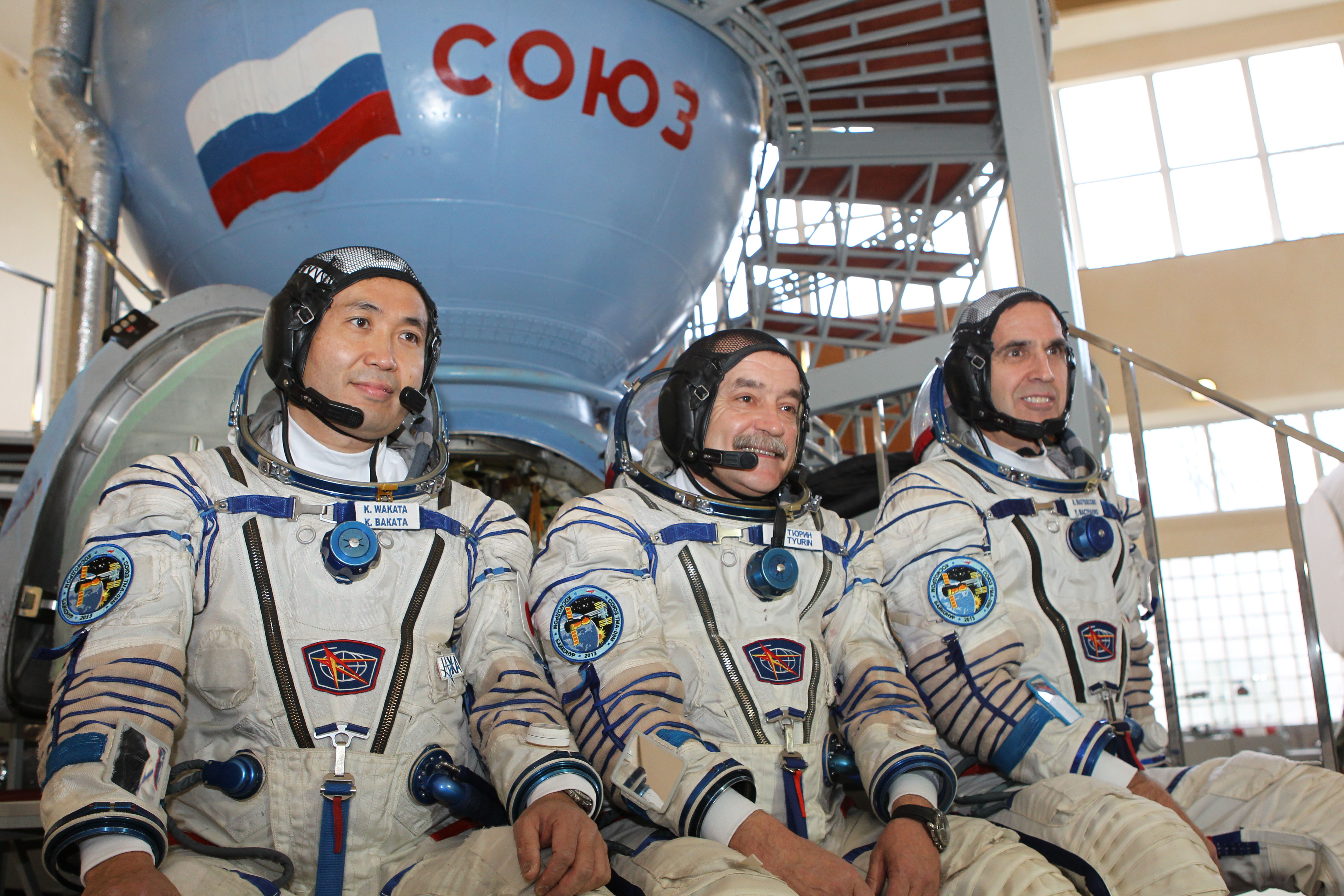
Richard Mastraccio et les membres de l'équipage de secours de l'Expédition 36 devant la maquette du vaisseau spatial Soyouz TMA à Star City.

Entre les 8 et 20 septembre 2000, il effectue son premier vol à bord de la navette Atlantis STS-106. La mission dure 12 jours, l'équipage (cinq américains et deux russes) prépare la station spatiale internationale pour l'arrivée de ses premiers occupants permanents. Y sont apportés plus de 6 600 livres (3 tonnes) de ravitaillement ainsi que des piles, des convertisseurs de puissance, une toilette et des appareils d'exercices physiques.
Le 8 août 2007, Mastraccio est spécialiste de mission sur Endeavour (mission STS-118). Lors de ce vol, qui dure également 12 jours, il effectue trois sorties extravéhiculaires (EVA) sur les quatre prévues.
Le 5 avril 2010, il est à nouveau spécialiste de mission, cette fois sur Discovery (mission STS-131). Séjournant 15 jours à bord de la station ISS, il effectue trois EVA.
Le 7 novembre 2013, il décolle de Baïkonour à bord de Soyouz TMA-11M, cette fois pour un vol de longue durée à bord de la station ISS (Expedition 38/Expedition 39).